# Microsoft Mathematics
Microsoft Mathematics (fosta Microsoft Math) este un program educațional care permite utilizatorilor de a rezolva probleme de matematică și știință.
Un add-in gratuit este numit Microsoft Mathematics Add-In for Word and OneNote este comptatbil cu Word 2007 sau o versiune mai nouă.

## Versiuni
- Microsoft Math 1.0 - Disponibil numai în Microsoft Student 2006
- Microsoft Math 2.0 - Disponibil numai în Microsoft Student 2007
- Microsoft Math 3.0 - Disponibil în Microsoft Student 2008 o variantă limitată numită Encarta Calculator.

Versiunea independentă include suport exclusiv de calcul, caracteristici digitale de recunoaștere a scrisului de mână și un mod de afișare special pentru proiectoarele video.
- Microsoft Mathematics 4.0 - Este disponibil pentru 32 și 64 biți. Are o interfață Ribbon.